# Salobre (Albacete)
Salobre es un municipio español situado al sureste de la península ibérica, en la provincia de Albacete, dentro de la comunidad autónoma de Castilla-La Mancha, y es una villa de ese municipio, capital municipal.

## Toponimia
Se dice que el nombre "Salobre", proviene de que, en las proximidades de esta villa, se encuentran unos pozos con agua salada (salobre). Esto se debe al elevado nivel del mar presente en la península hace millones de años.

## Geografía
Integrado en la comarca de Sierra de Alcaraz, se sitúa a 95 kilómetros de Albacete. El término municipal está atravesado por la carretera nacional N-322, entre los pK 264 y 267 y por la carretera autonómica CM-412, que se dirige hacia Riópar. El relieve del municipio está definido por un terreno irregular que caracteriza a la transición entre el Campo de Montiel al oeste y la sierra de Alcaraz al este. Tres pequeños ríos atraviesan el territorio desde la sierra: el río Salobre, el río del Ojuelo y el río de Angorrillo. 

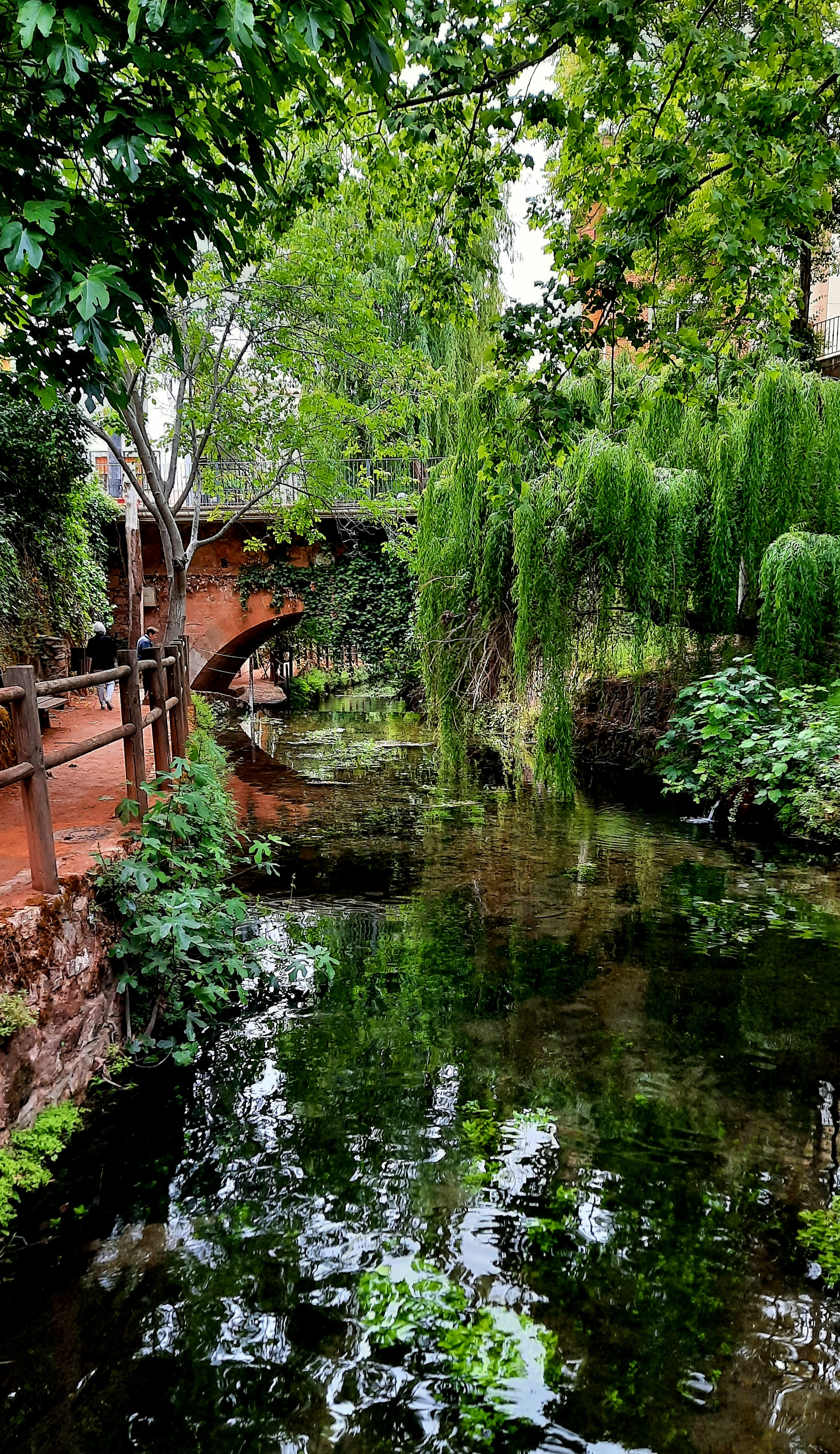
Río Salobre a su paso por Salobre

El río Salobre surge de la unión de los dos últimos y es afluente del río Guadalmena. El cerro de la Atalaya (1452 metros) es el pico más destacable del municipio. La altitud oscila entre los 1545 metros en el extremo meridional, ya en la sierra de Alcaraz, y los 780 metros a orillas del río Salobre.  
| Noroeste: Vianos              | Norte: Vianos    | Nordeste: Vianos           |
| Oeste: Vianos y Villapalacios |                  | Este: Vianos               |
| Suroeste: Villapalacios       | Sur: Bienservida | Sureste: Alcaraz (exclave) |

## Demografía
Cuenta con una población de 442 habitantes (INE 2024).
| Gráfica de evolución demográfica de Salobre entre 1842 y 2021                                                         |
| |
| Población de derecho según los censos de población del INE. Población de hecho según los censos de población del INE. |

## Personajes notables
- José Bono,  abogado, empresario y político